# کارولینا میراندا (بازیکن فوتبال)
کارولینا میراندا (انگلیسی: Carolina Miranda؛ زادهٔ ۸ آوریل ۱۹۸۲) بازیکن فوتبال اهل اسپانیا است.